# Henry Canacos
Henry Canacos, né le 2 mars 1928 à Saint-Étienne (Loire), décédé le 9 mars 2025, est un homme politique français.
Membre du Parti communiste français, il est maire de Sarcelles (Val-d'Oise) de 1965 à 1983 et député du Val-d’Oise de 1967 à 1968, puis de 1973 à 1981.

## Biographie
Le père d'Henry Canacos, mineur, meurt très jeune de la silicose et la famille est expulsée par la Compagnie des mines du logement qu'elle occupait. Henry Canacos vit sa jeunesse dans une certaine pauvreté.
Il obtient un CAP de tourneur et est embauché dans une usine d'outillage mécanique de Saint-Ouen. La pénurie de logements l'amène à s'installer à Sarcelles. Il rejoint la CGT, puis le Parti communiste français (PCF) en 1948.
Il mobilise la population de la ville sur les questions relatives au mal-logement, ce qui lui vaut de ravir la mairie à la droite en 1965. En fonction, Henry Canacos mène un bras de fer contre l’État, qui gérait le grand ensemble, pour obtenir des moyens afin de conduire une politique sur le logement, met en place des colonies de vacances pour les enfants issus des milieux populaires, favorise le sport et la culture.
Il est élu député en 1967, siège qu'il perd en 1968 et regagne en 1973. En 1976, il devient conseiller régional d’Île-de-France.
Il perd son mandat de député en 1981. Réélu maire, avec quelques voix d'avance seulement, en mars 1983, les élections sont annulées pour fraude. Il perd également ce mandat. En mars 1991, il est condamné par le tribunal correctionnel de Pontoise pour fraude électorale aggravée.

## Détail des fonctions et des mandats
Mandats locaux
- 1965 - 1983 : Maire de Sarcelles

Mandats parlementaires
- 12 mars 1967 - 30 mai 1968 : Député de la 5e circonscription du Val-d'Oise
- 11 mars 1973 - 2 avril 1978 : Député de la 5e circonscription du Val-d'Oise
- 19 mars 1978 - 22 mai 1981 : Député de la 5e circonscription du Val-d'Oise

## Ouvrage
- Henry Canacos, Sarcelles ou le béton apprivoisé, Paris, Éditions sociales, coll. « Notre temps - Société », 1979, 267 p. (ISBN 2-209-05320-X)